# Jakub Błeszyński
Jakub Błeszyński herbu Oksza (zm. 1710) – kasztelan międzyrzecki, kasztelan przemęcki.

## Życiorys
Syn Wojciecha i Agnieszki Brzozowskiej. Pięciokrotnie żonaty. Pierwszą żonę Dorotę Brodzką (zm. 1670) herbu Łodzia poślubił w 1661 roku. Druga żona, Teresa Dąmbska, była córką kasztelana inowrocławskiego i wdową po Konstantym Bojanowskim. Poślubił ją w 1670 roku.
Trzecia żona, Teresa Gorajska (zm. 1755), została matką Michała, kasztelana bydgoskiego.
Czwarta żona, Teresa Zielińska (zm. 1699), córka kasztelana sierpeckiego Ludwika Zielińskiego.
Piąta żona, Marianna Łucja Trzebuchowska (zm. 1709).
Jakub Błeszyński z pięciu małżeństw miał piętnaścioro dzieci (sześciu synów i dziewięć córek), m.in. Michała, kasztelana bydgoskiego,
Dwie córki zostały benedyktynkami w Chełmnie, a brat Michała był kanonikiem w Łęczycy.
Był sędzią grodzkim w Bydgoszczy od 1677 roku. Piastował urząd kasztelana przemęckiego w latach 1690–1694, następnie został mianowany kasztelanem międzyrzeckim (1694-1710).
W 1697 roku był elektorem Augusta II Mocnego z województwa poznańskiego, był deputatem do jego pacta conventa. W styczniu 1702 roku podpisał akt pacyfikacji Wielkiego Księstwa Litewskiego.